# Kiến đảng vĩ nghiệp
Kiến đảng vĩ nghiệp (giản thể: 建党伟业; phồn thể: 建黨偉業; bính âm: Jiàn Dǎng Wěi Yè; tiếng Anh: The Founding of a Party) là một bộ phim điện ảnh tuyên truyền của Trung Quốc công chiếu năm 2011 nhân kỷ niệm 90 thành lập Đảng Cộng sản Trung Quốc. Bộ phim do Hoàng Kiến Tân và Hàn Tam Bình cùng làm đạo diễn (hai người trước đó đã thực hiện bộ phim liên quan mang tên Đại nghiệp kiến quốc), với sự tham gia của dàn minh tinh hàng đầu của Hoa ngữ, gồm Lưu Đức Hoa, Châu Nhuận Phát và nhiều diễn viên khác. Tác phẩm do Tập đoàn điện ảnh Trung Quốc trực thuộc nhà nước sản xuất và miêu tả sự hình thành Đảng Cộng sản Trung Quốc, bắt đầu bằng sự sụp đổ của nhà Thanh vào năm 1911 và kết thúc bằng Đại hội Đảng đầu tiên vào năm 1921.

## Nội dung
Đầu thế kỷ 20, Trung Quốc trải sự chia rẽ về mặt chính trị và một cá nhân gồm Mao Trạch Đông, Lý Đại Chiêu và Chu Ân Lai đã hình dung về một đất nước Trung Quốc thống nhất, đặc biệt trong bối cảnh khủng hoảng chính trị ngay sau Cách mạng Tân Hợi (1911), khép lại hàng thế kỷ của triều đại phong kiến trong nước. Sau Thế chiến I, Khối Đồng Minh phương Tây đã trao Thanh Đảo và vịnh Giao Châu cho đế quốc Nhật Bản tại hòa ước Versailles, qua đó khuấy động tình yêu nước của thanh thiếu niên Trung Quốc và khởi phát Phong trào Ngũ Tứ vào năm 1919. Tháng 3 năm 1920, Grigori Voitinsky đến Trung Quốc để truyền bá chủ nghĩa cộng sản ở Viễn Đông; ngày 22 tháng 7 năm 1921, 13 đại diện từ khắp Trung Quốc gặp nhau tại khu ký túc xá nữ của Thượng Hải nhằm thành lập tổ chức mà về sau gọi là Đảng Cộng sản Trung Quốc.

## Phân vai
| Diễn viên                    | Vai diễn                             |
| ---------------------------- | ------------------------------------ |
| Lưu Diệp                     | Mao Trạch Đông                       |
| Trần Khôn                    | Chu Ân Lai                           |
| Lý Thấm                      | Dương Khai Tuệ                       |
| Hoàng Giác                   | Lý Đạt                               |
| Liêu Phàm                    | Chu Đức                              |
| Châu Nhuận Phát              | Viên Thế Khải                        |
| Thích Ngọc Vũ                | Vương Tận Mỹ                         |
| Vương Học Bình               | Bao Huệ Tăng                         |
| Trương Nhất Sơn              | Đặng Ân Minh                         |
| Đồng Thụy Hân                | Trần Công Bác                        |
| Phạm Chí Bác                 | Thái Sướng                           |
| Lý Tinh                      | Viên Khắc Định                       |
| Bạch Băng                    | Lư Ẩn                                |
| Hoàng Lỗi                    | Tào Nhữ Lâm                          |
| Đỗ Thuần                     | Hứa Đức Hành                         |
| Vương Tân Quân               | Hứa Sùng Trí                         |
| Đào Trạch Như                | Trương Huân                          |
| Lưu Nghi Vỹ                  | Đoàn Chi Quý                         |
| Hầu Dũng                     | Đường Thiệu Nghi                     |
| Đại Húc                      | Vu Phương Châu                       |
| Dương Dương                  | Dương Khai Trí                       |
| Trương Hy Lâm                | Vương Chính Đình                     |
| Vương Lực Hoành              | La Gia Luân                          |
| Ma Jing                      | Phóng viên                           |
| Hà Vân Vĩ                    | Phiên dịch viên tiếng Pháp           |
| Từ Hải Kiều                  | Cù Thu Bạch                          |
| Ôn Nhược Hàn                 | Trương Thái Lôi                      |
| Lưu Đào                      | Ôn Tĩnh Hoàng quý phi                |
| Tỉnh Bách Nhiên              | Tạ Thiệu Mẫn                         |
| Hồng Kiếm Đào                | Hoàng Hưng                           |
| Bao Bối Nhĩ                  | Sinh viên Đại học Bắc Kinh           |
| Sergey Barkovski             | Vladimir Lenin                       |
| Cầu Mộ Viễn                  | Phổ Nghi                             |
| Trương Gia Dịch              | Lý Đại Chiêu                         |
| Lý Thần                      | Trương Quốc Đào                      |
| Trương Chấn                  | Tưởng Giới Thạch                     |
| Châu Tấn                     | Vương Hội Ngộ                        |
| Lưu Đức Hoa                  | Thái Ngạc                            |
| Trương Hàm Dư                | Tống Giáo Nhân                       |
| Hà Bình                      | Hà Thúc Hoành                        |
| Đàm Khải                     | Trần Đàm Thu                         |
| Hoàng Hiên                   | Lưu Nhân Tịnh                        |
| Diệp Tuyền                   | Lý Lệ Trang                          |
| Vương Lạc Đan                | Trương Nhược Danh                    |
| Xa Vĩnh Lê                   | Lục Tiểu Mạn                         |
| Liễu Vân Long                | Tưởng Bách Lý                        |
| Lưu Văn Trị                  | Từ Thế Xương                         |
| Phạm Vĩ                      | Lê Nguyên Hồng                       |
| Phương Trung Tín             | Dương Độ                             |
| Ngô Ngạn Tổ                  | Hồ Thích                             |
| Tổ Phong                     | Đặng Trung Hạ                        |
| Quả Tịnh Lâm                 | Chương Tôn Tường                     |
| Trần Đạo Minh                | Cố Duy Quân                          |
| Đỗ Chí Quốc                  | thủ lĩnh đội vệ sĩ                   |
| Vương Lịch Hâm               | Lý Phú Xuân                          |
| Lý Tuyết Kiên                | Dương Xương Tế                       |
| Đặng Siêu                    | Trần Nghị                            |
| Hàn Canh                     | Đặng Tiểu Bình                       |
| Đổng Khiết                   | Tống Khánh Linh                      |
| Vitalii Vladasovich Grachyov | Grigori Voitinsky                    |
| Tăng Chí Vĩ                  | phóng viên của Đại Công báo          |
| Hồ Hạnh Nhi                  | vợ lẽ của Viên Thế Khải              |
| Gera Shchenko Andriyan       | Henk Sneevliet                       |
| Đỗ Chí Quốc                  | Viên cảnh sát                        |
| Phùng Viễn Chinh             | Trần Độc Tú                          |
| Phan Việt Minh               | Thái Hồ Sâm                          |
| Đổng Tuyền                   | Hướng Cảnh Dư                        |
| Thang Duy                    | Đào Nghị                             |
| Angelababy                   | Tiểu Phụng Tiên                      |
| Mã Thiếu Hoa                 | Tôn Trung Sơn                        |
| Châu Kiệt                    | Lý Hán Tuấn                          |
| Vương Đan Nhung              | Đổng Tất Vũ                          |
| Trương Dịch                  | Chu Phật Hải                         |
| Vương Học Kỳ                 | Thái Nguyên Bồi                      |
| Vương Bách Kiệt              | Tiêu Tử Thăng                        |
| Ngô Vũ Sâm                   | Lâm Sâm                              |
| Tần Lam                      | Tô Tuyết Lâm                         |
| Lữ Lương Vĩ                  | Ngô Bội Phu                          |
| Triệu Bôn Sơn                | Đoàn Kỳ Thụy                         |
| Phùng Củng                   | Phùng Quốc Chương                    |
| Trương Gia Huy               | Lương Khải Siêu                      |
| Vu Hiểu Quang                | Lưu Thiếu Kỳ                         |
| Phạm Băng Băng               | Long Dụ Hoàng thái hậu               |
| Khương Võ                    | Đào Thành Chương                     |
| Phó Tân Bác                  | Cao Quân Vũ                          |
| Nhiếp Viễn                   | Trần Kỳ Mỹ                           |
| Dương Thiên Hoa              | thiếu nữ của Hồng Kông               |
| Phương Lực Thân              | thanh niên của Hồng Kông             |
| Kenichi Miura                | Đại diện của Nhật Bản ký 21 yêu sách |

## Sản xuất
Kiến đảng vĩ nghiệp nằm trong chùm 28 bộ phim điện ảnh mà Tổng cục Phát thanh Truyền hình Quốc gia Trung Quốc vận động và đặt hàng nhân kỷ niệm 90 năm thành lập Đảng Cộng sản Trung Quốc. Phim bấm máy vào ngày 18 tháng 8 năm 2010 tại địa điểm ghi hình của Tập đoàn điện ảnh Trung Quốc ở quận Hoài Nhu, Bắc Kinh.
Được truyền thông phương Tây mệnh danh là "sử thi tuyên truyền", bộ phim quy tụ một dàn minh tinh gồm những người nổi tiếng từ Trung Quốc đại lục, Hồng Kông, Đài Loan và các quốc gia khác, để họ hóa thân thành nhiều nhân vật lịch sử; các diễn viên danh tiếng gồm Lưu Đức Hoa, Châu Nhuận Phát, ca sĩ người Mỹ gốc Đài Loan Vương Lực Hoành, đạo diễn phim người Hồng Kông Ngô Vũ Sâm, nam diễn viên Đài Loan Trương Chấn, nam diễn viên Hồng Kông Tăng Chí Vĩ, ca sĩ Trung Quốc đại lục Hàn Canh và ca sĩ người Nga Vitalii Vladasovich Grachyov (nghệ danh Vitas). Lưu Diệp (diễn viên thủ vai Mao Trạch Đông trẻ) được cho đã tăng tới 10 kilôgam (22 lb) để đóng vai này nhờ ăn 20 quả trứng mỗi ngày. Truyền thông đưa tin rằng đã có hơn 400 diễn viên đi thử vai cho bộ phim.
Trong buổi họp báo vào ngày 8 tháng 6 năm 2011, đạo diễn Hoàng Kiến Tân cho biết bộ phim sẽ bị lược một số cảnh, vì bản phim gốc có thời lượng quá dài để đem chiếu rạp. Trong số những cảnh bị cắt, phim có lược cả cảnh diễn xuất vai Đào Nghị, một người tình ban đầu của Mao Trạch Đông (do nữ diễn viên Thang Duy thể hiện). Một số phương tiện truyền thông cho rằng cháu trai của Mao Trạch Đông là Mao Tân Vũ (thiếu tướng trong Quân Giải phóng Nhân dân) phản đối cô đóng vai này (có nhắc tới vai diễn trước của cô trong bộ phim giật gân khiêu dâm Sắc, Giới). Tuy nhiên, một giám đốc tập đoàn điện ảnh cáo buộc rằng một nhóm "người trong ngành" giấu tên đã chất vấn về độ xác thực của nhân vật trong phim và phủ nhận quyết định cắt phim liên quan đến vai diễn của Thang Duy trong Sắc, Giới.
Kinh phí sản xuất phim đã được nâng cao hơn so với bộ phim trước của Hàn Tam Bình là Đại nghiệp kiến quốc, với khâu quay phim trên màn ảnh rộng tốt hơn của Triệu Hiểu Thì. Giống với Kiến quốc, Kiến đảng cũng có Thư Nam sáng tác nhạc nền. Một vài thước phim tài liệu đen trắng được đưa vào phim. Bộ phim còn được trao cơ hội để ghi hình tại Điện Kremli, Moskva.

## Tài trợ
Shanghai GM - liên doanh của Trung Quốc với hãng xe ô tô khổng lồ General Motors của Mỹ để thông báo vào tháng 9 năm 2010 rằng chi nhánh Cadillac của hãng đã trở thành 'đối tác kinh doanh chính' tài trợ cho bộ phim. General Motors hứng chịu chỉ trích sau khi lộ tin họ đã tài trợ cho bộ phim tuyên truyền của Trung Quốc. General Motors cho biết thương vụ tài trợ này là liên minh thương mại do bên liên doanh của Trung Quốc khởi xưởng và miêu tả đây là "một phần trong chiến lược liên kết với ngành công nghiệp điện ảnh". Người phát ngôn của tập đoàn điện ảnh cho hay Cadillac đã ký hợp đồng hợp tác nhiều năm với hãng phim, chứ không chỉ cho mỗi bộ phim này.

## Phát hành
Buổi lễ ra mắt phim diễn ra vào ngày 8 tháng 6 tại Bắc Kinh, trước thềm ngày công chiếu chính thức vào 15 tháng 6. Theo Hàn Tam Bình, tác phẩm được trình chiếu ở hơn 10 quốc gia, gồm Canada, Hàn Quốc, Hoa Kỳ, Úc và Singapore, bản dựng phim để chiếu trên toàn cầu được hoàn tất vào 8 tháng 6. Bài nhạc hiệu của bộ phim có nhan đề One Day. Bản IMAX của bộ phim chỉ được chiếu ở 20 trong tổng số 24 rạp IMAX ở Trung Quốc.
Lịch chiếu rạp của các bộ phim Transformers 3 và Harry Potter và Bảo bối Tử thần – Phần 2 tại Trung Quốc bị dời sang cuối tháng bảy, để đảm bảo rằng Kiến đảng vĩ nghiệp nhận được nhiều sự chú ý nhất có thể.
Bản phim chiếu trên thị trường quốc tế có tựa khác là Beginning of the Great Revival và một bản cắt khác so với bản chiếu ở nội địa Trung Quốc, và bản phim quốc tế được phát hành tại Bắc Mỹ, New Zealand và Úc vào ngày 24 tháng 6 năm 2011.

## Đón nhận
Hai ngày sau khi khởi chiếu, doanh thu của bộ phim đã vượt mốc 50 triệu nhân dân tệ (NDT), và có tin cho rằng đa số khán giả là thanh thiếu niên. Tuy nhiên, The Christian Science Monitor đưa tin rằng doanh số bán vé tăng đột biến do phân phối vé miễn phí hàng loạt; nhân viên được nghỉ làm để đi xem phim. Trường học và văn phòng chính phủ phải mua một số lượng vé lớn. Doanh thu phòng vé tăng còn nhờ ảnh hưởng của các bộ phim nổi tiếng – nhiều rạp đã thay đổi thủ công cuống vé bằng máy tính để tạo điều kiện cho khán giả xem phim khác. Truyền thông Trung Quốc không được phép phê phán bộ phim.
Một bài đánh giá của Derek Elley cho rằng ý tưởng "tiêu thụ" những bộ phim nhân kỷ niệm chính thức bằng cách nhét đầy vai khách mời là người nổi tiếng trong Kiến đảng vĩ nghiệp không gây được hiệu ứng thành công so với tác phẩm trước của ông, Đại nghiệp kiến quốc (2009) được sản xuất để mừng kỷ niệm 60 năm Cộng hòa Nhân dân Trung Hoa, dẫu cho chiến thuật ấy vẫn có tác dụng ở quy mô ít hơn; ông cho rằng việc sử dụng khách mời toàn minh tinh vốn làm ít người có đất diễn hơn vì truyện phim lấy bối cảnh ở phạm vi nhỏ trong quãng thời gian dài có 10 năm, và khái niệm khách mời minh tinh là "có phần mờ nhạt". Giống như với Kiến quốc, Kiến đảng mang đến "yếu tố choáng ngợp" nhờ có những gương mặt quen thuộc; tuy nhiên, rất ít diễn viên có cơ hội gây dựng được đất diễn thật sự. Ông còn dành lời khen khâu thiết kế hiện trường, xem phân cảnh ở Bắc Kinh là có "không khí của truyện cổ tích". Elley chấm phim điểm tổng kết là 7/10.
Tuy không được chiếu tại các rạp ở Việt Nam, song bộ phim cũng thu hút sự chú ý của báo giới tại Việt Nam. Cây viết Tuy Hòa của báo Nông nghiệp Việt Nam viết: "Bộ phim Kiến đảng vĩ nghiệp được thực hiện với mục đích kỷ niệm 90 năm thành lập Đảng Cộng sản Trung Quốc. Thoạt trông qua, ai cũng nghĩ đây chỉ là một sản phẩm nhằm nhắc nhớ một sự kiện chính trị. Thế nhưng, sau khi trình chiếu, Kiến đảng vĩ nghiệp không những đạt doanh thu kỷ lục tại bản địa mà còn tạo ra cơn sốt tại nhiều quốc gia khác, đã giúp công chúng có cái nhìn khác về nghệ thuật tuyên truyền". Tác giả Tâm Huyền của báo PetroTimes nhận định: "Bộ phim Kiến đảng vĩ nghiệp giúp công chúng hiểu rằng, nghệ thuật tuyên truyền luôn cần được huy động tài lực và trí lực một cách sáng tạo, chứ không thể áp đặt thô thiển và vụng về. Nghệ thuật tuyên truyền không phải là chuyện đơn giản cờ – đèn – kèn – trống để đưa ra một tác phẩm nửa nghệ thuật nửa tuyên truyền. Đề tài chính trị chỉ có sức lay động khán giả khi và chỉ khi ý niệm tuyên truyền được thiết lập bằng vẻ đẹp nghệ thuật!"